# Paláčkův mlýn
Paláčkův mlýn je zaniklý vodní mlýn v Rožnově pod Radhoštěm, který stál mezi ulicemi Čechova a Palackého na bývalém náhonu vedeném z řeky Rožnovská Bečva. Roku 2021 byl zbořen.

## Historie
Vodní mlýn vznikl před rokem 1764. Roku 1930 jej vlastnil Eustach Paláček a od něj mlýn roku 1939 převzal Vladimír Paláček. Po 2. světové válce byl mlýn zrušen a už nesloužil svému účelu, pravděpodobně byl využíván jako pekárna a skladiště. Vodu k mlýnu vedl náhon zvaný „Struha“, kolem roku 1973 byl však až na malou část u Valašského muzea v přírodě zasypán.
Po roce 1989 opuštěný mlýn pomalu chátral; obývali jej pouze bezdomovci. V letech 2015–2017 třikrát vyhořel a 24. března 2021 byl zbořen.
Na jeho místě vyrůstá několikapatrový bytový dům, v jehož přízemí budou obchody.

## Popis
Mlýn byl zděný, jednopatrový. Mlýnici a obytný dům měl pod jednou střechou, ale dispozičně oddělené. Byla zde pekárna a pila.
V roce 1930 měl mlýn dvě kola na svrchní vodu: jedno o hltnosti 0,423 m³/s, spádu 3 metry a výkonu 11 HP, druhé o hltnosti 0,577 m³/s, spádu 3 metry a výkonu 15 HP.